# Micrurus isozonus
Espèce
Synonymes
- Elaps isozonus Cope, 1860
- Elaps omissus Boulenger, 1920

Statut de conservation UICN

 LC  : Préoccupation mineure
Micrurus isozonus est une espèce de serpents de la famille des Elapidae. 

## Répartition
Cette espèce se rencontre :
- au Brésil dans le Roraima ;
- au Guyana ;
- au Venezuela y compris dans l'île Margarita ;
- en Colombie.

## Description
C'est un serpent ovipare et venimeux.

## Liste des sous-espèces
Selon The Reptile Database (19 janvier 2016) ITIS UCLA
- Micrurus isozonus isozonus (Cope, 1860)
- Micrurus isozonus sandneri Arenas-Vargas, 2015

## Publications originales
- Arenas-Vargas, 2015 : Serpientes de coral y una nueva subespecie - Micrurus isozonus sandneri. p.1-54. (texte intégral).
- Cope, 1860 : Supplement to A catalogue of the venomous serpents in the Museum of the Academy of Natural Sciences of Philadelphia, with notes on the families, genera, and species. Proceedings of the Academy of Natural Sciences of Philadelphia, vol. 12, p. 72-74 (texte intégral).